# Juan Fernández de Velasco y Tovar
Pour les articles homonymes, voir Velasco et Tovar.
Juan Fernández de Velasco y Tovar, né en 1550 et mort le 15 mars 1613 à Madrid, 5e duc de Frias et 10e connétable de Castille, est un noble espagnol, un militaire et un diplomate de la fin du XVIe et du début du XVIIe siècle, qui fut gouverneur du Milanais.

## Biographie
Juan Fernández de Velasco franchit les Alpes à la tête d'une armée forte de 12 000 hommes venus des garnisons d'Italie et de Sicile. À Besançon, il est rejoint par la petite troupe du duc Charles de Mayenne, chef de la Ligue catholique. 
Ensemble, ils se dirigent vers Dijon afin de reprendre la ville. Henri IV, prévenu de leur arrivée, accourt de Troyes avec les 3 000 hommes qu'il a réussi à rassembler, puis les défait à la bataille de Fontaine-Française le 5 juin 1595, soumettant définitivement la Ligue catholique.
En 1604, en tant que diplomate il prend part à la signature du Traité de Londres, mettant fin aux hostilités entre l'Angleterre et l'Espagne.